# 海研二號

海研二號（R/V OR2）為國立臺灣海洋大學研究發展處研究船船務中心所管理及營運之海洋調查研究船，由行政院國家科學委員會與教育部共同撥款建造及維護。1993年2月27日起造，是台灣首次嘗試全自主生產的研究船，引擎為柴油6缸主機，最大出力1305匹馬力。可進行海面至海底間不等深度（最深6000m）海水特性之即時量測、水樣的採集及海底底泥的採集等海洋調查研究工作。

## 人員
人員計有：船員9人、探測人員3人、船務人員1人，共13人。單日來回航次可搭乘25名研究員，2天以上航次可搭乘8名研究員。

### 歷任船長
| 任次 | 姓名   | 任期 | 前職 | 後職 | 備註     |
| ---- | ------ | ---- | ---- | ---- | -------- |
| 現任 | 凌道生 |      |      |      | 一等船長 |

## 設備
有實驗室2間（濕式實驗室、乾式實驗室）及電子資料室1間。裝備包括各式探測儀、超音波多層流速計(ADCP)、科學測深魚探聲納系統(SIMRAD EK60)、溫鹽深儀(CTD)、輪盤採水器、表層海水水文及生化特性巡航儀、採泥器、及各式氣象資料收集儀器等。

## 2012年8月任務

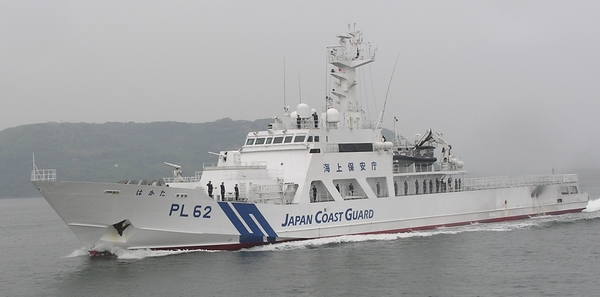
PL62石垣號巡視船(波照間型)

海研二號於2012年8月5日下午1時5分在日本沖繩縣波照間島南南西方海域，遭日本海上保安廳11管波照間型巡視船PL62石垣號等巡視船及飛機干擾。調查計畫主持人龔國慶說海調目的為：「主要是研究蘇拉颱風對台灣東部西北太平洋海域海洋生物和生態系統的影響。主要在9個測站做調查，到達第9個測站即離琉球波照間島60海里處時遭到干擾，此海調點預計待10小時才完成作業，因受到干擾故提前結束。」 外交部亞東關係協會副秘書長蘇啟誠表示：「海洋大學調查船駛入台日在沖繩附近的重疊海域，那塊海域也屬於台灣主張的200海里專屬經濟海域。」 台大教授姜皇池認為：「事發海域位於日本沖繩波照間島南南西方，雖在日本防空識別區內，但《海洋法公約》既賦予各國主張二百浬專屬經濟海域權利，在雙方未明白劃清界線之前，並無任何國際法限制或禁止我國科學研究船得在我國主張之二百浬內從事科研活動，何況該海域更在我國所公布暫訂執法線內，豈可任由研究船遭日方驅趕？」

## 外部連結
- 海研2號研究船-台灣海洋大學
- 海研2號-海洋環境資料庫/TORI[永久]